# Plugin (musica)
Un plugin nell'informatica musicale è un componente aggiuntivo che, utilizzato in un programma di produzione audio - video, permette di aggiungere effetti audio o generare nuovi suoni. Il termine deriva dall'inglese plug, ovvero spina o connettore: si riferisce al fatto che il plugin viene virtualmente inserito o attivato nel programma che lo utilizza.
In pratica si tratta di un modulo contenente una serie di istruzioni di elaborazione o di generazione di segnali, che non ha funzionamento autonomo bensì deve essere richiamato da un'applicazione "host", che può essere un sequencer, un software di produzione audio/video, un audio editor oppure un dispositivo hardware autonomo.
Alcuni plugin vengono forniti anche in versione stand-alone, ovvero incorporati in un programma eseguibile che ospita e attiva il plugin senza necessità di un ulteriore host.
Possono essere controllati con mouse e tastiera di un computer, ma anche con unità di controllo MIDI come tastiere, pad percussivi, chitarre MIDI, pedali, controller di vario tipo (rotativi, a fader, ecc.), che inviano il segnale MIDI all'host il quale a sua volta lo indirizza al plugin desiderato.

## Categorie di plugin
I plugin audio si possono suddividere in due categorie principali:
- effects detti anche "effetti software" o "effetti virtuali", include tutti i plugin che accettano un segnale audio in ingresso e lo restituiscono modificato: Riverberi, Delay, Distorsori, Chorus, Equalizzatori, simulatori di amplificatori e altro.
- instruments detti anche "strumenti software" o "strumenti virtuali": include i plugin che accettano un segnale MIDI in ingresso e in base a quello restituiscono un segnale audio: il segnale MIDI è generalmente un segnale di nota, e il segnale audio restituito è il suono sintetizzato o campionato corrispondente alla nota suonata. I plugin appartenenti a questa categoria sono generalmente delle riproduzioni software di strumenti reali: pianoforti, organi, percussioni, sintetizzatori analogici vintage, fiati, archi, chitarre, voci, cori, sezioni di orchestra, didjeridoo.

questa classificazione ha solo un significato di esempio, in quanto la flessibilità dei linguaggi di programmazione e degli standard di plugin permettono di ottenere anche dei plugin di collocazione intermedia fra le due categorie (ad es. sintetizzatori pilotati da segnali audio).

## L'orchestra in un computer
L'ampia e rapida diffusione dei plugin, unitamente all'incremento delle performance dei personal computer, ha favorito l'informatizzazione musicale di massa e la nascita di nuove forme di produzione musicale.
Con un comune computer, un ristretto numero di plugin e un host adatto (entrambi reperibili anche gratuitamente) è infatti possibile disporre di capacità di elaborazione e generazione sonora virtualmente illimitate: inoltre strumenti ed effetti software possono sostituire gli omologhi reali, con conseguente riduzione dell'investimento necessario in termini di denaro e soprattutto di spazio. In un unico computer possono essere caricati plugin che riproducono tonnellate di strumenti ed effetti software, e può essere agevolmente trasportato in una sala prove, in uno studio di registrazione e sul palco di un concerto per una esibizione dal vivo.
Il computer diventa quindi il nuovo strumento musicale, espandibile tramite il software, e suonato tramite periferiche MIDI.

## Standard di plugin
Esistono diversi standard di plugin, fra i quali i più diffusi sono:
- VST (standard ideato da Steinberg Media Technologies GmbH, la software house che ha realizzato il sequencer Cubase)
- Direct-X o DX (disponibili nel sistema operativo Microsoft Windows)
- Audio Units o AU (disponibili nel sistema operativo Apple Mac OS X)
- RTAS (per sistemi Pro Tools)
- TDM (anch'essi usati da Pro Tools, con la differenza che non sfruttano la potenza di calcolo della CPU del computer ma di DSP aggiuntivi, implementati in schede di espansione)

Numerosi plugin sono disponibili per più di uno degli standard sopraelencati, per consentirne l'uso con più programmi e in più piattaforme, e quindi favorirne la diffusione commerciale: dal punto di vista della programmazione, l'algoritmo del plugin rimane lo stesso, cambia la "spina" del plugin.
Esistono, inoltre, degli adattatori software detti wrapper che permettono l'utilizzo di Plug-in VST con host DX o viceversa.

## Modalità di generazione sonora
I plugin di tipo instruments annoverano diversi tipi di generazione sonora, tra i quali:
- librerie di campioni: il plug-in è corredato da una libreria di suoni campionati dallo strumento reale. Per ogni nota dello strumento, e per diverse intensità ed espressioni della stessa nota, gli sviluppatori del plug-in registrano vari campioni. Questa tecnica permette una grande fedeltà nella riproduzione del suono dello strumento, ma di contro è inficiata da una scarsa flessibilità nella possibilità di variare il suono a posteriori, da parte dell'utilizzatore del plugin. Infine, una libreria di suoni di alta fedeltà può richiedere molti giorni di installazione, e occupare svariati GigaByte nell'hard disk dov'è installata e nella memoria RAM del computer in che sta riproducendo i suoni.
- Sintesi musicale a modelli fisici: il segnale viene generato da una catena di algoritmi, ciascuno che simula una fase della generazione sonora nello strumento reale o che riproduce il comportamento di un componente dello strumento reale. Ad esempio, nella definizione delle caratteristiche timbriche del suono di un clarinetto vengono coinvolti fattori quali la durezza dell'ancia, le caratteristiche del soffio, la durezza del legno dello strumento: una sintesi a modelli fisici del clarinetto, per essere maggiormente accurata, dovrà prevedere una modellazione matematica di ciascuno di questi elementi. Maggiore è la quantità di parametri considerati dal modello fisico, maggiore può essere la verosimiglianza del suono sintetizzato con quello reale, maggiore la complessità di utilizzo, maggiore il carico di lavoro della CPU del computer.
- dei sistemi ibridi fra la Sintesi musicale a modelli fisici e le librerie di campioni permettono di combinare i vantaggi di entrambe le tecniche riducendone gli svantaggi. Un buon campionamento di base rende superfluo la modellazione di tutti i componenti coinvolti nella generazione sonora e quindi riduce il numero di parametri sui quali il musicista deve intervenire durante l'esecuzione; d'altro canto la Sintesi musicale a modelli fisici permette di aggiungere flessibilità e vitalità al suono campionato, riproducendo comportamenti dello strumento reale che aiutano nel realismo del suono.